# Tomasz Skalski
Tomasz Skalski (* 4. Oktober 1989) ist ein belgisch-polnischer Snookerspieler aus Overpelt (Belgien). 2016 gewann er die polnische Snooker-Meisterschaft; 2015 wurde er belgischer Vize-Meister.

## Karriere
Skalski hat polnische Wurzeln, lebt aber in Belgien. Er hat sowohl die belgische als auch die polnische Staatsbürgerschaft. Skalski machte mit einer Hauptrundenteilnahme im Rahmen der U19-Europameisterschaft 2006 erstmals auf sich aufmerksam. Einige Jahre später nahm er während der Players Tour Championship 2010/11 an mehreren Turnieren teil und erreichte stets die Hauptrunde, kam aber nie über die erste dortige Runde hinaus. Anfang 2011 wurde er zur Wildcard-Runde des German Masters eingeladen, wo er gegen Thanawat Tirapongpaiboon verlor. Nachdem er 2011 unter anderem die Runde der letzten 128 des PTC-Turnieres Warsaw Classic erreicht hatte, verlor er 2012 im Viertelfinale des Amateurturnieres Dutch Open gegen Gerrit bij de Leij. Auch 2012 erreichte er mehreren PTC-Events die Hauptrunde, nahm aber auch zusätzlich an der EBSA Qualifying Tour teil, allerdings nur mit überschaubarem Erfolg. Dies war auch in der nächsten Saison der Fall, auch wenn er zusätzlich die Runde der letzten 32 der Amateurweltmeisterschaft 2013 erreichte. Nach neuerlichen Hauptrundenteilnahmen bei PTC-Events wie den Lisbon Open erreichte Skalski 2014 die Runde der letzten 64 der Amateurweltmeisterschaft 2014 und das Endspiel der belgischen Meisterschaft 2015, das er allerdings mit 5:7 gegen Peter Bullen verlor.
Die Saison 2015/16 verlief für Skalski bei den PTC-Turnieren schon fast normal, denn erneut erreichte er einige Male die Hauptrunde, ohne aber weit zu kommen. Zum ersten Mal gelang ihm aber ein Sieg in der Hauptrunde, was sich in seinem Spiel gegen Liam Highfield bei den Riga Open ereignete. Auf Amateurebene erreichte er zunächst die Runde der letzten 32 der Europameisterschaft 2015, das Achtelfinale der Snookerweltmeisterschaft, das Viertelfinale der Europameisterschaft 2016 und das Halbfinale der 3 Kings Open desselben Jahres. Zusammen mit Luca Brecel erreichte er zusätzlich das Viertelfinale des World Cup 2015. Später zog er noch ins Halbfinale der belgischen Meisterschaft und schied erneut gegen Peter Bullen aus. Immerhin gelang ihm in diesem Spiel das zweite Maximum Break in der Geschichte des Turnieres. Zwischenzeitlich war er vom polnischen Verband zur polnischen Meisterschaft 2016 per Wildcard eingeladen worden. Er besiegte im Turnier unter anderem Marcin Nitschke und Adam Stefanów und erreichte das Finale, in dem er sich mit einem 6:5-Sieg über Kacper Filipiak zum polnischen Meister kürte. Sowohl 2015 als auch 2016 konnte er in Belgien mit Jurian Heusdens das Finale der Doppel-Meisterschaft erreichen, beide Male verloren die beiden allerdings.
Im Nachgang seines Erfolges zog er in die Runde der letzten 64 der Amateurweltmeisterschaft 2016 sowie ins Viertelfinale der belgischen Meisterschaft 2017 ein. 2018 erreichte er das Achtelfinale der Amateurweltmeisterschaft, bevor er 2019 erneut zur polnischen Meisterschaft eingeladen wurde und dort im Viertelfinale gegen Kacper Filipiak ausschied. 2019 schied er bei der Europameisterschaft in der Runde der letzten 64 und bei der Amateurweltmeisterschaft in der Runde der letzten 32 aus. Zudem nahm er in diesem Jahr an der Q School teil, ohne aber nennenswerte Erfolge zu erzielen. Während der COVID-19-Pandemie ließ er seine Karriere weitgehend pausieren. Als er 2022 bei der polnischen Meisterschaft sein Comeback gab, schied er bereits im Achtelfinale aus.

## Erfolge
Einzel
| Ausgang         | Jahr | Turnier                         | Finalgegner     | Ergebnis |
| --------------- | ---- | ------------------------------- | --------------- | -------- |
| Amateurturniere |      |                                 |                 |          |
| Zweiter         | 2015 | Belgische Snooker-Meisterschaft | Peter Bullen    | 5:7      |
| Sieger          | 2016 | Polnische Snooker-Meisterschaft | Kacper Filipiak | 6:5      |

Doppel
| Ausgang | Jahr | Turnier                                  | Teampartner        | Gegner im Finale           | Endstand |
| ------- | ---- | ---------------------------------------- | ------------------ | -------------------------- | -------- |
| Zweiter | 2015 | Belgische Snooker-Meisterschaft – Doppel | Jurian Heusdens    | Luca Brecel Mathijs Bokken | 4:5      |
| Zweiter | 2016 | Belgische Snooker-Meisterschaft – Doppel | Jurian Heusdens    | Peter Bullen Steve Lemmens | 4:5      |
| Zweiter | 2019 | EBSA European Team Championship          | Mateusz Baranowski | Duncan Bezzina Tony Drago  | 2:4      |